# 1287 Lorcia
1287 Lorcia è un asteroide della fascia principale del diametro medio di circa 22,3 km. Scoperto nel 1933, presenta un'orbita caratterizzata da un semiasse maggiore pari a 3,0102094 UA e da un'eccentricità di 0,0650840, inclinata di 9,83105° rispetto all'eclittica.
Il suo nome è dedicato alla moglie dell'astronomo polacco Tadeusz Banachiewicz (1882-1954), direttore dell'osservatorio di Cracovia.